# Guraleus pictus
Guraleus pictus é uma espécie de gastrópode do gênero Guraleus, pertencente a família Mangeliidae.